# Supershallo 3
Supershallo 3 (stilizzato come Sup3rshallo) è il settimo mixtape del rapper italiano Jesto, pubblicato il 30 gennaio 2015.

## Descrizione
Come quanto operato con il precedente Supershallo 2, anche questo disco presenta un cospicuo numero di partecipazioni, quasi tutte prevalentemente provenienti dalla scena underground hip hop romana, con inoltre alcuni nomi di spicco della scena mainstream italiana, quali Mondo Marcio, Fred De Palma e Shade.

## Tracce
Testi e musiche di Justin Rosso Yamanouchi, eccetto dove indicato.
1. Personal – 2:58
2. Tutto – 3:36
3. Bestemmie – 3:14
4. Trainer (feat. Canesecco, Tormento) – 4:49 (Justin Rosso Yamanouchi, Alessio, Corsetti, Massimiliano Cellamaro)
5. Rolla – 4:34
6. SupershalloBoy – 3:29
7. Houston (feat. Rancore, Yojimbo) – 3:55 (testo: Justin Rosso Yamanouchi, Tarek Iurcich, Giacomo Traina)
8. Smolly (feat. Fred De Palma) – 3:35 (testo: Justin Rosso Yamanouchi, Federico Palana)
9. Threesome (feat. Mondo Marcio) – 3:42 (testo: Justin Rosso Yamanouchi, Gian Marco Marcello)
10. Buio – 3:51
11. Papa – 4:18
12. Pietro (feat. Uzi Junkana, Pordinero, Nayt) – 5:05 (testo: Justin Rosso Yamanouchi, Alessandro Pireddu, Pordinero, William Mezzanotte)
13. Messiah (feat. Hyst) – 4:29 (testo: Justin Rosso Yamanouchi, Taiyo Yamanouchi)
14. Justin – 2:58
15. Bohemian (feat. Rayden) – 3:36 (testo: Justin Rosso Yamanouchi, Marco Richetto)
16. Atlantide (feat. Shade) – 2:59 (testo: Justin Rosso Yamanouchi, Vito Ventura)
17. Psycho (feat. Lord Madness) – 4:30 (testo: Justin Rosso Yamanouchi, Lord Madness)
18. Emma – 3:48
19. Hype – 3:20

## Formazione
- Jesto – voce
- Canesecco – voce aggiuntiva (traccia 4)
- Tormento – voce aggiuntiva (traccia 4)
- Yojimbo, Rancore – voci aggiuntive (traccia 7)
- Fred De Palma – voce aggiuntiva (traccia 8)
- Mondo Marcio – voce aggiuntiva (traccia 9)
- Uzi Junkana – voce aggiuntiva (traccia 12)
- Pordinero – voce aggiuntiva (traccia 12)
- Nayt – voce aggiuntiva (traccia 12)
- Hyst – voce aggiuntiva (traccia 13)
- Rayden – voce aggiuntiva (traccia 15)
- Shade – voce aggiuntiva (traccia 16)
- Lord Madness – voce aggiuntiva (traccia 17)